# Cmentarz żydowski w Kodniu

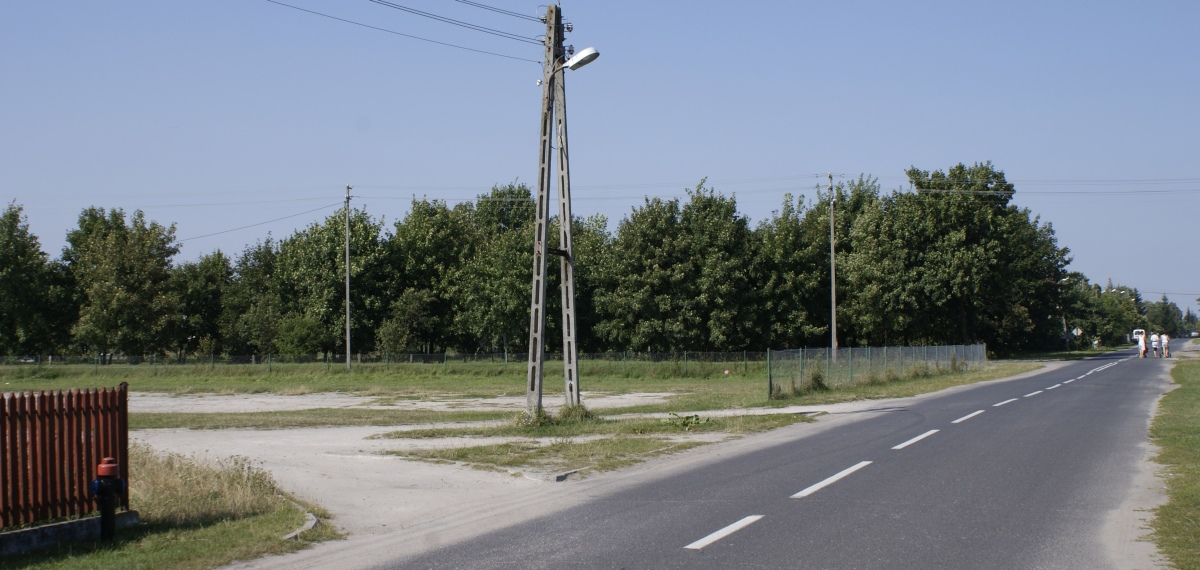
Cmentarz żydowski w Kodniu (teren zadrzewiony)

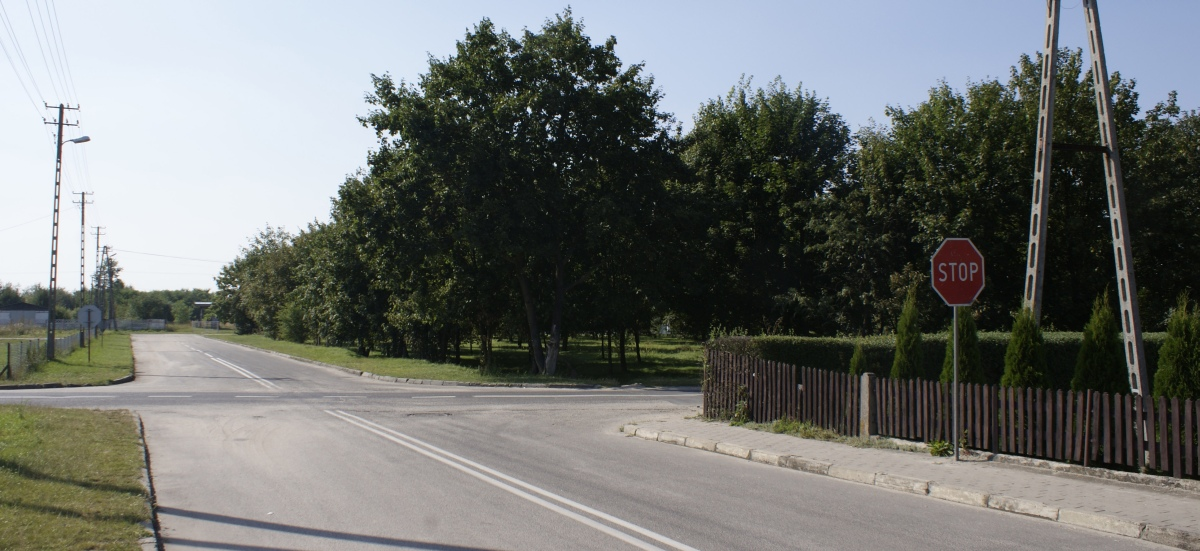
Cmentarz żydowski w Kodniu (teren zadrzewiony)

Cmentarz żydowski w Kodniu – znajdował się na skrzyżowaniu obecnych ulic Spółdzielczej, Zastodolnej i Polnej i został zniszczony przez Wehrmacht w 1941 roku. Miał powierzchnię 0,71 ha. Nie zachowały się żadne nagrobki. W 1976 roku teren został ogrodzony, ogrodzenie uległo jednak zniszczeniu. Obecnie nic nie przypomina o cmentarnym charakterze miejsca. 